# Artur Partyka
Artur Jerzy Partyka (Stalowa Wola, 25 de julho de 1969) é um antigo saltador em altura da Polónia que conseguiu ser, por duas vezes, medalhado nos Jogos Olímpicos. Foi por doze vezes consecutivas campeão nacional de salto em altura, entre 1989 e 2000, em representação do ŁKS Łódź.
Filho de pai argelino e de mãe polonesa, é considerado um dos melhores saltadores em altura de todos os tempos, pois é um dos 17 atletas que, até hoje, foram capazes de saltar 2,38 m ou mais. Com essa marca, estabeleceu um novo recorde da Polónia, ultrapassando outro histórico saltador desse país, o ex-recordista mundial Jacek Wszoła.  